# تيري دبليو. جي
تيري دبليو. جي (بالإنجليزية: Terry W. Gee)‏ هو لاعب الجسر ‏ وشخصية أعمال وسياسي أمريكي، ولد في 21 سبتمبر 1940 في ناتشيز في الولايات المتحدة، وتوفي في 19 مايو 2014 في باتون روج في الولايات المتحدة. حزبياً، نشط في الحزب الجمهوري. وقد انتخب عضو مجلس نواب لويزيانا.